# Voedingswaardedeclaratie
Een voedingswaardedeclaratie is een verplichte vermelding op de verpakking van een voedingsmiddel, van respectievelijk het energiegehalte ("de energiewaarde") en het gehalte aan de (in positieve of negatieve zin) belangrijkste voedingsstoffen in het betreffende voedingsmiddel. De verplicht vermelde voedingsstoffen zijn achtereenvolgens: vetten (met een specificatie voor verzadigde vetzuren), koolhydraten (met een specificatie voor "suikers"), eiwitten en keukenzout. Van energie, suiker en zout krijgen veel mensen meer binnen dan gezond is, lage waarden hiervan zijn dan dus gunstig, en ook van verzadigde vetzuren, die sowieso minder gezond zijn.
De opgegeven hoeveelheden gelden per 100 gram of per 100 milliliter product; eventueel per (duidelijk gekwantificeerde) portie voedingsmiddel. Dit geldt ook als noch het gewicht, noch het volume vermeld zijn; dit is toegestaan als het product in de regel per stuk wordt verkocht, mits het aantal stuks duidelijk kan worden gezien en van buitenaf gemakkelijk kan worden geteld, of, als dit niet het geval is, op de verpakking staat. In dat geval moet men het gewicht bepalen om bijvoorbeeld de energetische waarde van de verpakte hoeveelheid of van een exemplaar te bepalen. Bij voedingsmiddelen zoals vis, groente of fruit in blik of pot, worden de waarden na uitlekken weergegeven.
De voedingswaarde bestaat uit macronutriënten (die energie leveren) en micronutriënten (andere stoffen die nodig zijn voor het functioneren van het lichaam).

## Macronutriënten
De energetische waarde van de macronutriënten in voeding wordt uitgedrukt in kilocalorieën of in kilojoules, de hoeveelheden voedingsstoffen worden uitgedrukt in gram.
De verplicht vermelde macronutriënten zijn achtereenvolgens: vetten (met een specificatie voor verzadigde vetzuren), koolhydraten (met een specificatie voor "suikers") en eiwitten.
Bij 'vetten' is het niet zonder meer duidelijk om welke soort spijsvet het gaat. Soorten vet zijn op diverse manieren in te delen: dierlijk of plantaardig, hard of zacht, verzadigd of onverzadigd, cis of trans. Zoals gezegd is hiervan alleen de specificatie voor verzadigde vetzuren verplicht.

## Micronutriënten
Micronutriënten zijn bijvoorbeeld de vitamines. Bij vermelding van het gehalte aan vitamines en mineralen moet ook het aanwezige percentage van de "aanbevolen dagelijkse hoeveelheid" (adh) worden vermeld.

## Zout
Niet zelden wordt in plaats van het keukenzoutgehalte het natriumgehalte op de verpakking vermeld. Om vervolgens de hoeveelheid keukenzout te berekenen moet het opgegeven natriumgehalte met een factor 2,5 worden vermenigvuldigd. Volgens EU-wetgeving is de fabrikant echter verplicht om het keukenzoutgehalte op de verpakking te vermelden, in plaats van het misleidende natriumgehalte dat 2,5 maal lager is.